# Bedevaartskerk Maria Gern
De bedevaartskerk van Maria Gern is een rooms-katholieke bedevaartskerk in Maria Gern, een plaats dat bij het Beierse stadje Berchtesgaden hoort. De kerk behoort tot de Andreasparochie van Berchtesgaden.

## Locatie
De bedevaartskerk is gelegen aan de ingang van het ten noorden van Berchtesgaden gelegen plaatsje Maria Gern (tot 1953 heette deze plaats Gern). Het gebouw staat op een kleine heuvel aan zuidwestelijke voet van de Kneifelspitze met uitzicht op de Unterberg in het noorden en het Watzmannmassief in het zuiden.

## Geschiedenis
Reeds rond het jaar 1600 worden de eerste bedevaarten naar Maria Gern beschreven. Doel van de bedevaart was een kleine kapel verder in het dal met een ander genadebeeld. Het huidige genadebeeld werd rond 1669 door Wolfgang Hueber naar zijn woonplaats Gern gebracht. De voor dit beeld nieuw gebouwde ronde kapel bleek door de voortdurende aanwas van steeds grotere groepen bedevaartgangers ook snel te klein en dus werd er op de plaats een kerk met een schip, toren en sacristie gebouwd. Hiervan getuigen nog de talrijke votieftafels die tot in het jaar 1628 teruggaan.
De huidige kerk werd in de jaren 1708-1710 gebouwd, terwijl er tot 1725 verder aan het interieur werd gewerkt. Een tijdelijk nooddak werd in 1724 door een vast tentdak vervangen. Ook de toren werd in dat jaar in de huidige vorm voltooid. De wijding van de kerk vond op 21 november 1724 plaats.
In 1732 raakte de Maria Gernkerk betrokken bij een conflict tussen de Proosdij Berchtesgaden en de door de proosdij hevig onderdrukte protestanten. Na de brutale verdrijving van ongeveer 21.000 protestanten uit Salzburg en Dürrnberg in 1731-1732 wilden ook de circa 2.000 protestanten in Berchtesgaden een uitreismogelijkheid naar een protestants land. De toestemming werd verleend, maar de voorwaarden waren zodanig, dat een uitreis een volledig verlies van alle have en goed betekende. Om een heimelijke uittocht van protestanten te voorkomen liet men de Alpenpassen bezetten. Tegelijkertijd werden er voor protestanten beroeps- en vergaderingsverboden uitgevaardigd. De protestanten eisten vervolgens vrije uitoefening van hun geloof, de overdracht van de kerk Maria Gern en de aanstelling van een eigen geestelijke. De proost weigerde de eisen in te willigen maar uit angst dat de zaak verder uit de hand zou lopen en om een opstand te voorkomen zag proost Cajetan Anton Notthafft von Weißenstein zich ten slotte gedwongen de protestanten te laten gaan. Alle protestanten kregen op 26 oktober 1732 drie maanden de tijd om Berchtesgaden te verlaten, een termijn die wegens de inval van de winter werd verlengd tot april 1733.

## Interieur
Centraal in het van notenhout gebouwde hoogaltaar (1715) troont het genadebeeld uit het jaar 1666, een uit hout gesneden Madonna met Kind, dat in de loop van het kerkelijk jaar met verschillende prachtige barokgewaden gekleed wordt. De kansel en biechtstoelen volgden in 1719-1720. Na een bescheiden orgelpositief uit 1728 volgde de bouw van een nieuw orgel in 1765-1766. De beide zijaltaren, het Kruisaltaar en het Jozefaltaar, werden resp. in de jaren 1737 en 1739 geplaatst. Het plafond werd door Joseph Schmid uit Salzburg rijk van stucwerk voorzien. De fresco's verbeelden de levenscyclus van de Heilige Maagd en werden door Christoph Lehrl aangebracht. Het prachtige smeedijzeren hek werd in 1777 door Johann Prandtner gemaakt.

## Afbeeldingen

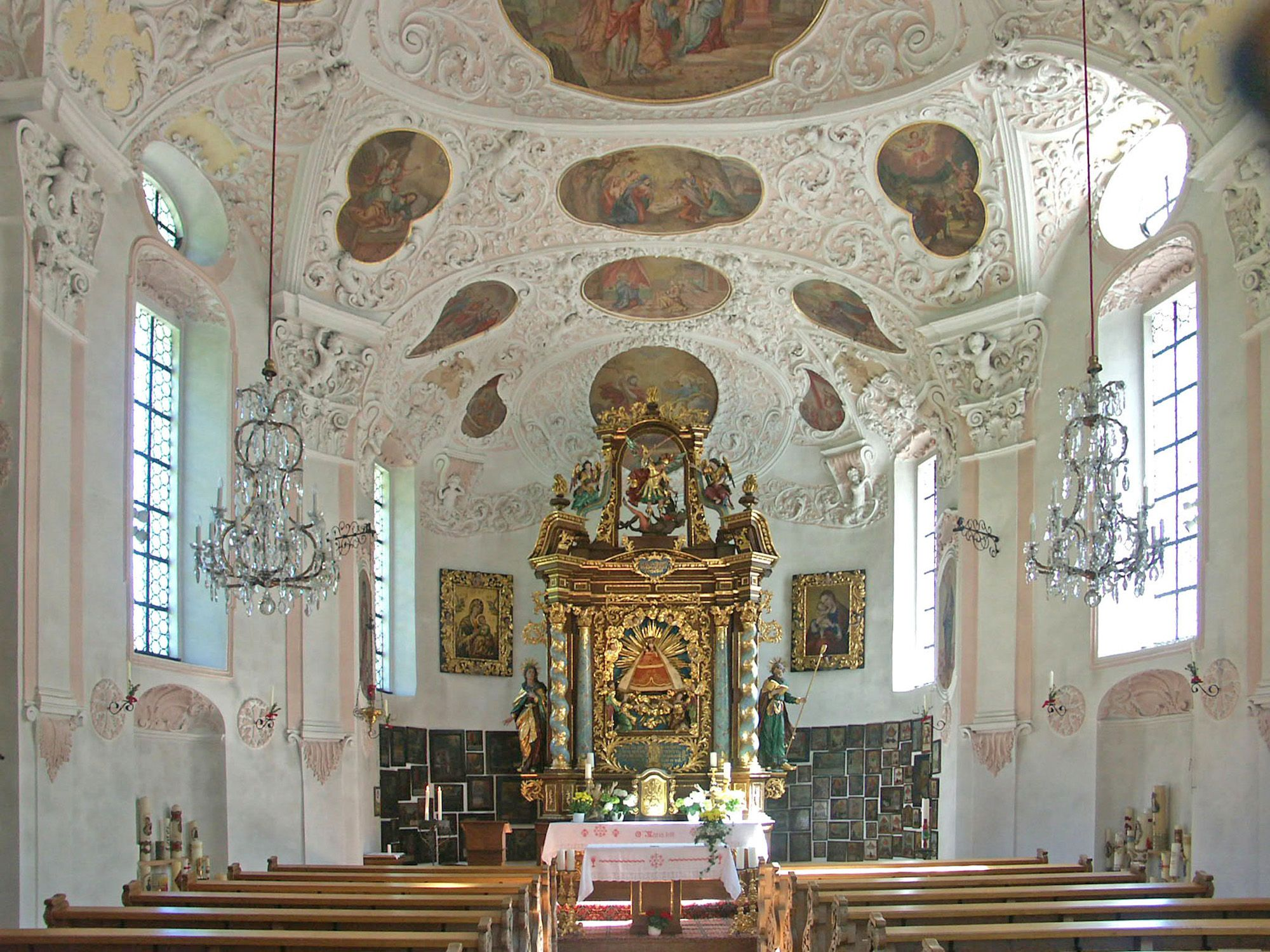
Interieur
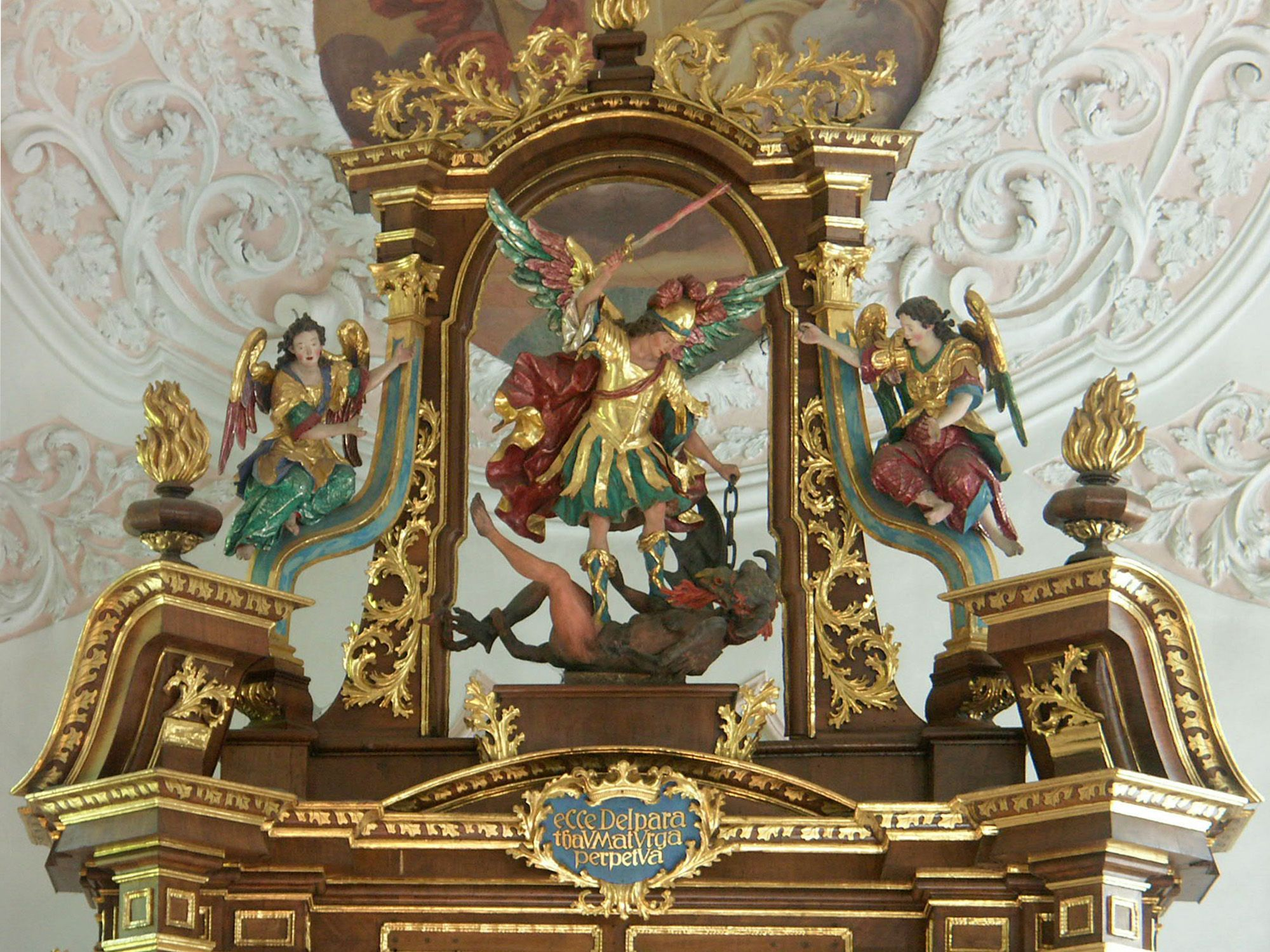
Sint-Michaël in het hoogaltaar